# みなみじゅうじ座
みなみじゅうじ座（みなみじゅうじざ、Crux）は現代の88星座の1つ。16世紀末に考案された新しい星座で、十字架をモチーフとしている。現代の88星座の中で最も小さい。4つの明るい星が形作る十字は「南十字星（みなみじゅうじせい）」「南十字」や「サザンクロス (英: Southern Cross) 」として知られる。

## 特徴
領域面積が68.447平方度と、現代の88星座の中で最も小さい。東西北の3方向をケンタウルス座に、南方向ははえ座に囲まれている。領域の北端でも−55.68° と南天の深い位置にあるため、北緯34度以北の地域からは星座の一部すら見ることができない。α星とγ星を結んだ線分を、α星に向けて約4.5倍するとおよそ天の南極に到達する。天の南極付近には南極星と言えるほど目印となる星がないため、大航海時代以降は天の南極の方角を知るために南十字が使われたとされる。
α・β・γ・δの明るい4つの星が形作る十字のアステリズムは「南十字星（みなみじゅうじせい）」「南十字」や「サザンクロス (英: Southern Cross) 」と呼ばれる。この4つの星が作る十字は、星の明るさが不揃いでまた小さいことから、明るさも揃ってより大きく見える「にせ十字」と間違われやすい。にせ十字と取り違えずに南十字を探すために、ケンタウルス座α星からケンタウルス座β星に向けて結んだ線分をβ星方向に伸ばす、という方法が知られている。そのため、英語圏でこの2星は Southern Pointers（南の指極星）や The Pointers（指極星）と呼ばれる。

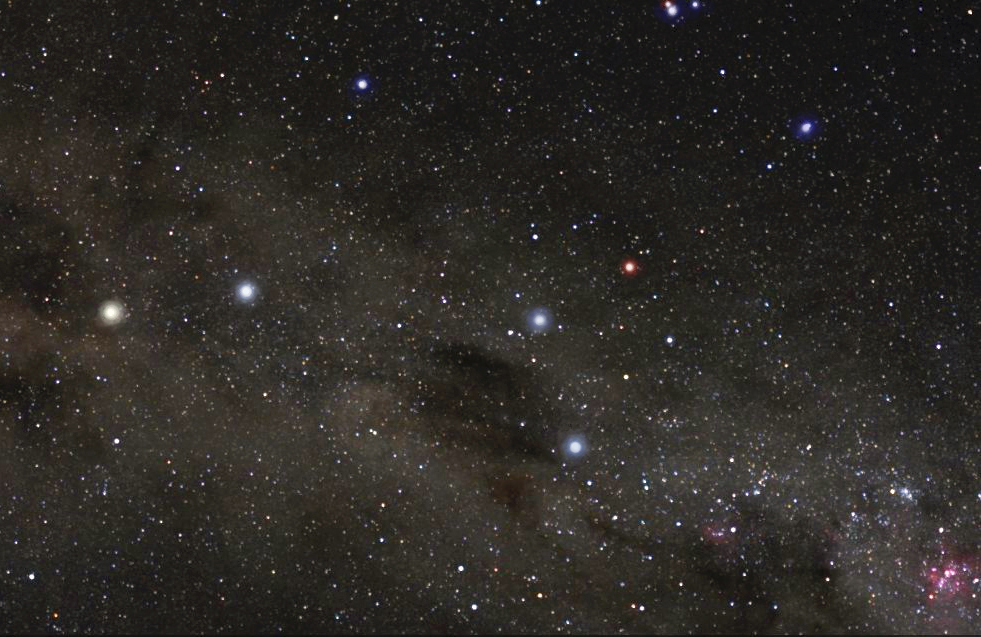
「The Pointers」と呼ばれるケンタウルス座α・βのペア（左）の線分を西に伸ばしてたどると南十字（中央）を見つけることができる。

日本国内でも沖縄県、小笠原諸島などで観望が可能である。特に宮古列島、八重山列島からなる先島諸島では観光資源となっている。国内最南端の有人島である波照間島では1994年（平成6年）に波照間島星空観測タワーが建設され、観望ツアーも企画されていた。また2019年7月には、石垣市が南十字星を「市の星」に定めている。この地域で観望できる時期は12月下旬から6月中旬までの約半年で、南中時刻の前後1時間程度が観望に適した時間帯とされる。ただし先島諸島からでも、水平線近くまでしか上がらないため、靄が出ると見ることは難しい。なお、本州最南端の和歌山県串本町などでも、時期や気候条件などが整えば、水平線直上に南十字星北端のγ星を視認することができる。佐賀県小城市の天山（北緯33°21′）よりγ星の撮影に成功した事例もある。
アメリカ合衆国では、ほぼ北緯20°のハワイ州全域や、フロリダ州南端（北緯24°）のキーウェストで南十字を観望することができる。

### 「みなみじゅうじ座」と「南十字星」の違い

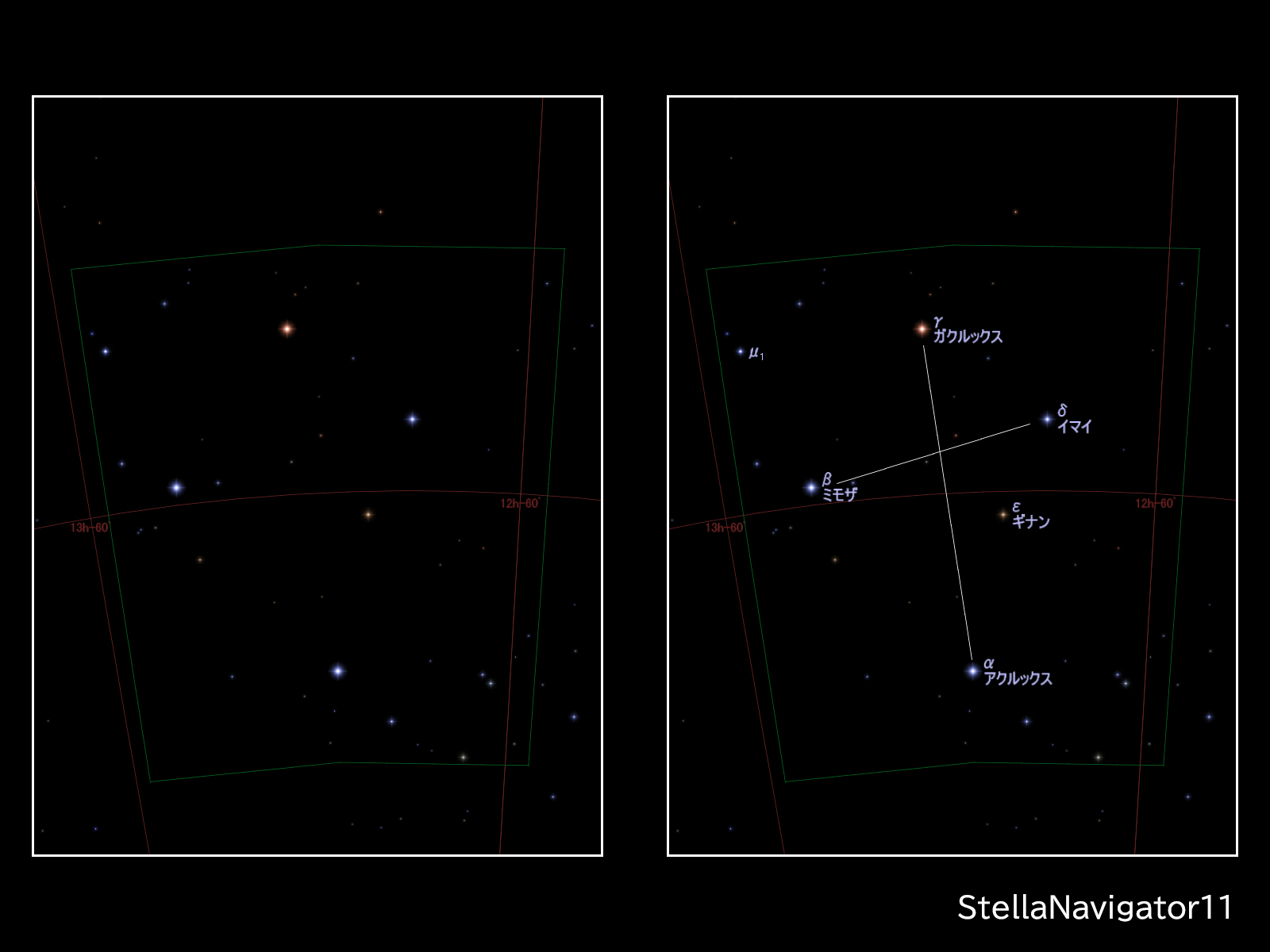
星座の「みなみじゅうじ座 (Crux)」とアステリズムの「南十字星 (Southern Cross)」の違い。
左図の緑の線に囲まれた領域がみなみじゅうじ座。この領域にある多数の恒星の中でも特に明るいもの4つを線で結んだ十字架形を「南十字星」と呼ぶ。

現代の星座 (英: constellation) は、特定の星の並びではなく全天を88に分けた領域そのもののことであり、みなみじゅうじ座 (Crux) の場合は、赤経 11h 56m 16.9843s 赤緯−55.6957932°、赤経 11h 56m 13.7673s 赤緯−64.6957855°、赤経 12h 57m 45.2113s 赤緯−64.6769638°、赤経 12h 57m 20.2827s 赤緯−55.6771049°の4点を結んだ領域と定義されている。これに対して「南十字星 (英: the Southern Cross)」は、みなみじゅうじ座の中で特に明るく見える α・β・γ・δ の4星あるいはこれらにε星を加えた5星からなる十字架の形を成すアステリズム（星群）のことである。

## 由来と歴史
みなみじゅうじ座に属する星々は、紀元前の地中海沿岸地域の人々にその存在が知られていた。例えば、2世紀頃にアレクサンドリアで活動したギリシャ人学者クラウディオス・プトレマイオスが著した『アルマゲスト』には、ケンタウルスの後ろ脚の一部として記録されている。しかし、地球の歳差運動の影響によって地中海沿岸地域からこれらの星々を見ることができなくなると、大航海時代に「再発見」されるまでこれらの星々は忘れられた存在となっていた。
南十字の星が欧州圏の人々に再発見されたのは、16世紀を迎える直前の1500年のことであった。ペドロ・アルヴァレス・カブラルのインド遠征に参加したジョアン・ファラスは、1500年4月末に一行とともにブラジルを「発見」・上陸し、そこで観測した南天の星図をポルトガル王マヌエル1世宛の書簡に記して報告した。この星図に南十字らしき星々が描かれていたことから、ジョアン・ファラスは「南十字の再発見者」とされている。
- 1500年5月1日の書簡に記されたジョアン・ファラスによる南天のスケッチ。
- ポルトガルの発見史の研究家で地理学者のルイス・. デ・アルブケルケによる恒星の同定[14]。みなみじゅうじ座の星々の他、みなみのさんかく座、コンパス座、みずへび座、はちぶんぎ座などの天の南極周辺の星が描かれているとしている。

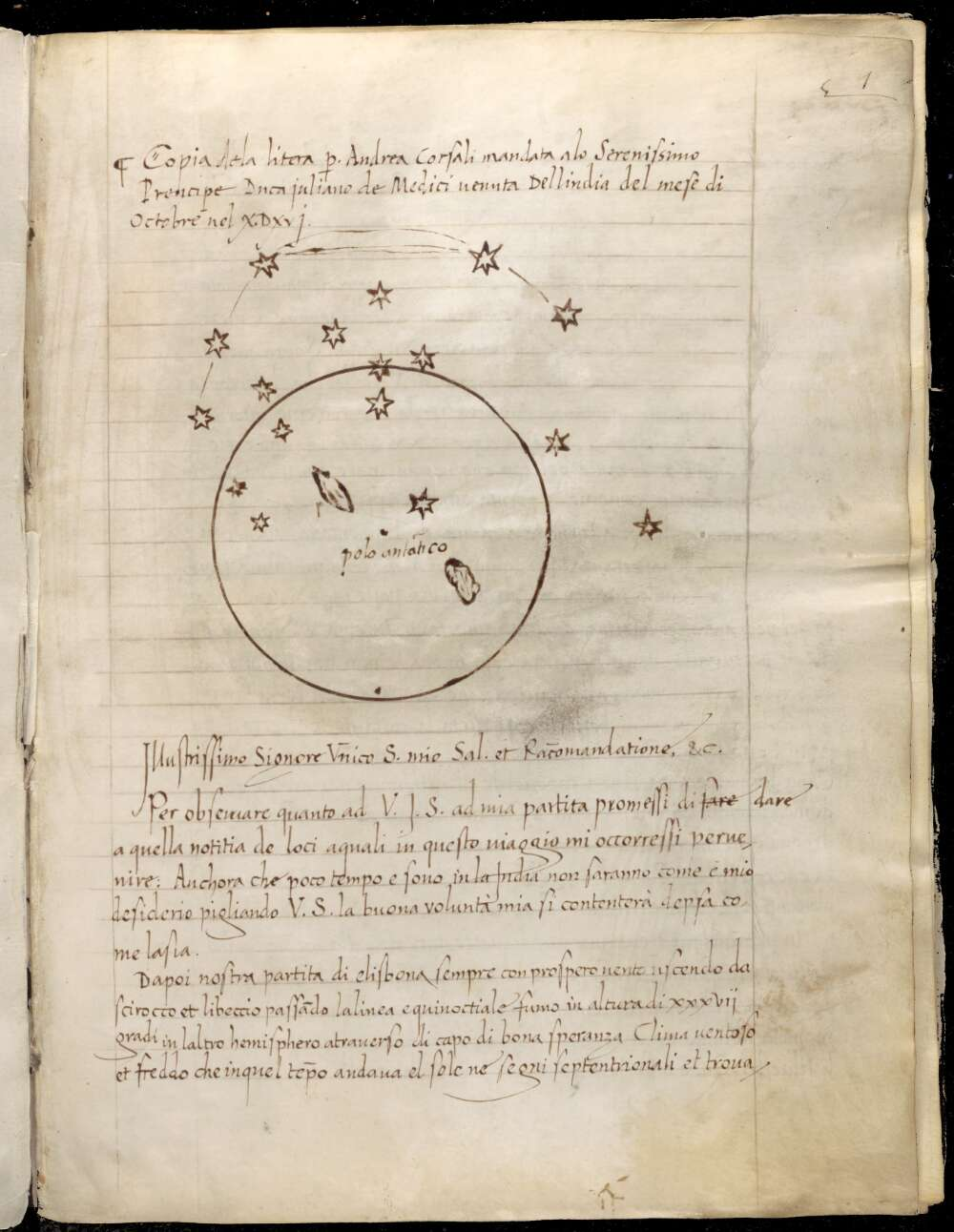
天の南極とその周辺の星々、大小マゼラン雲などが描かれた、アンドレア・コルサーリからジュリアーノ・ディ・メディチ宛の書簡（1516年）。

16世紀イタリアの探検家アメリゴ・ヴェスプッチは、ロレンツォ・ディ・ピエルフランチェスコ・デ・メディチに宛てた1502年の書簡の中で、現在のケンタウルス座α星・β星やみなみじゅうじ座の星、コールサックと思われる天体の記録を残している。また、同じくイタリアの探検家アンドレア・コルサーリは、彼のパトロンであったジュリアーノ・デ・メディチに宛てた1516年の書簡の中で、より正確な星図を著し、「他の天の目印とは比較にならないほど美しい」とその美しさと天測航法における有用性を称えている。
現在のみなみじゅうじ座と同じ位置に初めて十字架が描かれたのは、1598年にオランダの天文学者ペトルス・プランシウスがオランダの天文学者ヨドクス・ホンディウスと共同製作した天球儀であった。プランシウスは、これに先立つ1589年に地図製作者ヤコブ・ファン・ラングレンと共同製作した天球儀に既に十字架の星座絵を描いていたが、この十字架はエリダヌス座の南側、現在のかじき座がある辺りに描かれており、現在のみなみじゅうじ座とは場所が全く異なっていた。プランシウスは1594年に製作した世界地図に描いた南天の星図でも同様にエリダヌス座の南側に十字架を描いている。これに対して、イギリスの地理学者ロバート・ヒュースは、自身の南大西洋航海での天体観測を元に著した1594年の著書『Tractatus de globis et eorum usu（天球儀・地球儀とその利用に関する論考）』の中で、「この十字架を構成する星々をプトレマイオスが知らなかったわけではない。というのも、それらはケンタウルスの足元にある明るい星々に他ならないからだ。」と明言した。このヒュースの著書は1597年にホンディウスによってオランダ語に翻訳された。同年、コルネリス・デ・ハウトマンの東インド遠征隊がオランダに帰還し、航海士ペーテル・ケイセルが遺した天体観測の記録がプランシウスの手に渡った。こうしてプランシウスは、ケイセルの記録とヒュースの著書の記述を照らし合わせてそれらが正しいことを知り、1598年に共同製作した天球儀では十字架の位置をケンタウルスの足元に変更し、Cruzero と名付けている。ホンディウスは1600年と1601年にも天球儀を製作しており、これらにも十字架の星座 Cruzero が描かれている。

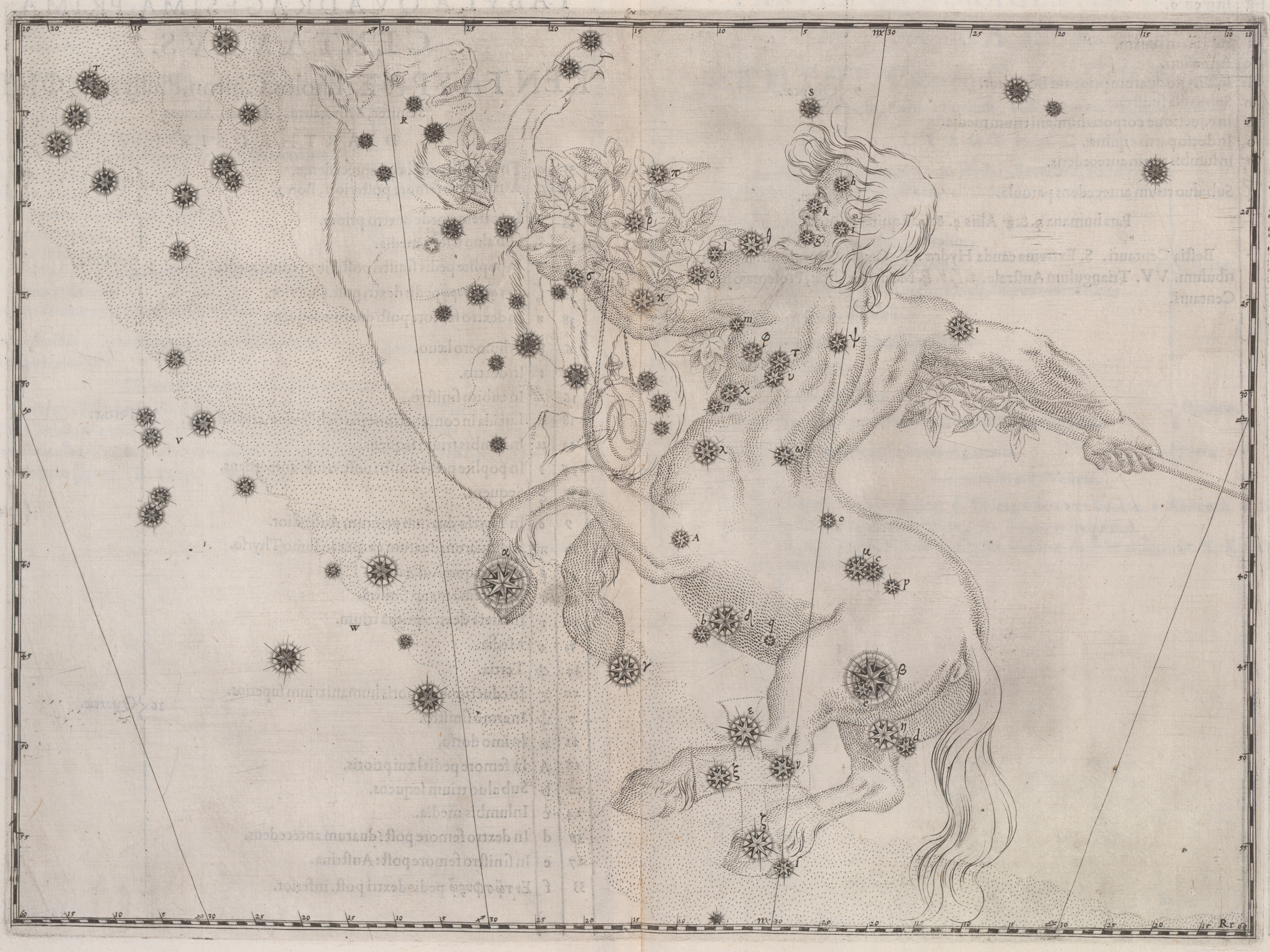
ヨハン・バイエル『ウラノメトリア』（1603年）に描かれたケンタウルス座。脚元に十字架（のちのみなみじゅうじ座）が描かれている。

1603年にドイツの法律家ヨハン・バイエルは、星図『ウラノメトリア』を出版した。バイエルは『ウラノメトリア』製作にあたって、プランシウスとホンディウスの天球儀から星の位置をコピーしたとされているが、プランシウスらとは異なり十字架の星々をケンタウルス座の一部として扱った。バイエルは、現在のみなみじゅうじ座α・β・γ・δに対して、ケンタウルス座のε・ζ・ν・ξのギリシア文字の符号（いわゆるバイエル符号）を振っている。
プランシウスやホンディウスのほかにも、天の十字架を独立した1つの星座として扱おうとする動きがあった。1602年、オランダの天文学者で地図製作者のウィレム・ブラウは、プランシウスやホンディウスの天球儀から星の位置をコピーして製作した天球儀上で、プランシウスと同様にケンタウルスの脚元に十字架を描き、そこに Czuzeroと星座名を記した。この年、オランダの第2次東インド遠征から帰還したオランダの航海士フレデリック・デ・ハウトマンは、翌1603年に出版したマレー語辞典に付録として付けた星表の中で、南十字に対して十字架を意味する De Cruzero という星座名を付けて独立させた。また、デ・ハウトマンから第2次東インド航海での観測記録を受け取ったブラウは、1603年にも天球儀を製作し、十字架の星座絵とともに El Cruzero というスペイン語の星座名を記して1つの独立した星座とした。しかしながら、マレー語辞典や天球儀では『ウラノメトリア』ほどの影響力はなく、広く天文学者の間で知られることはなかった。
ウィレム・ブラウ製作の天球儀に描かれた十字架の星座
- ウィレム・ブラウ製作の天球儀に描かれた Czuzero。
- 1603年の天球儀に描かれた El Cruzero。

星図と星表で南十字を独立した星座として最初に採り上げたのは、ドイツの天文学者ヤコブス・バルチウスであった。バルチウスは、1624年に出版した天文書『Usus Astronomicus Planisphaerii Stellati』の中で、星図に十字架と星座名 Crux を描き、星表でも独立した星座として取り扱った。これ以降、南十字はケンタウルス座から独立した1つの星座として扱われるようになった。

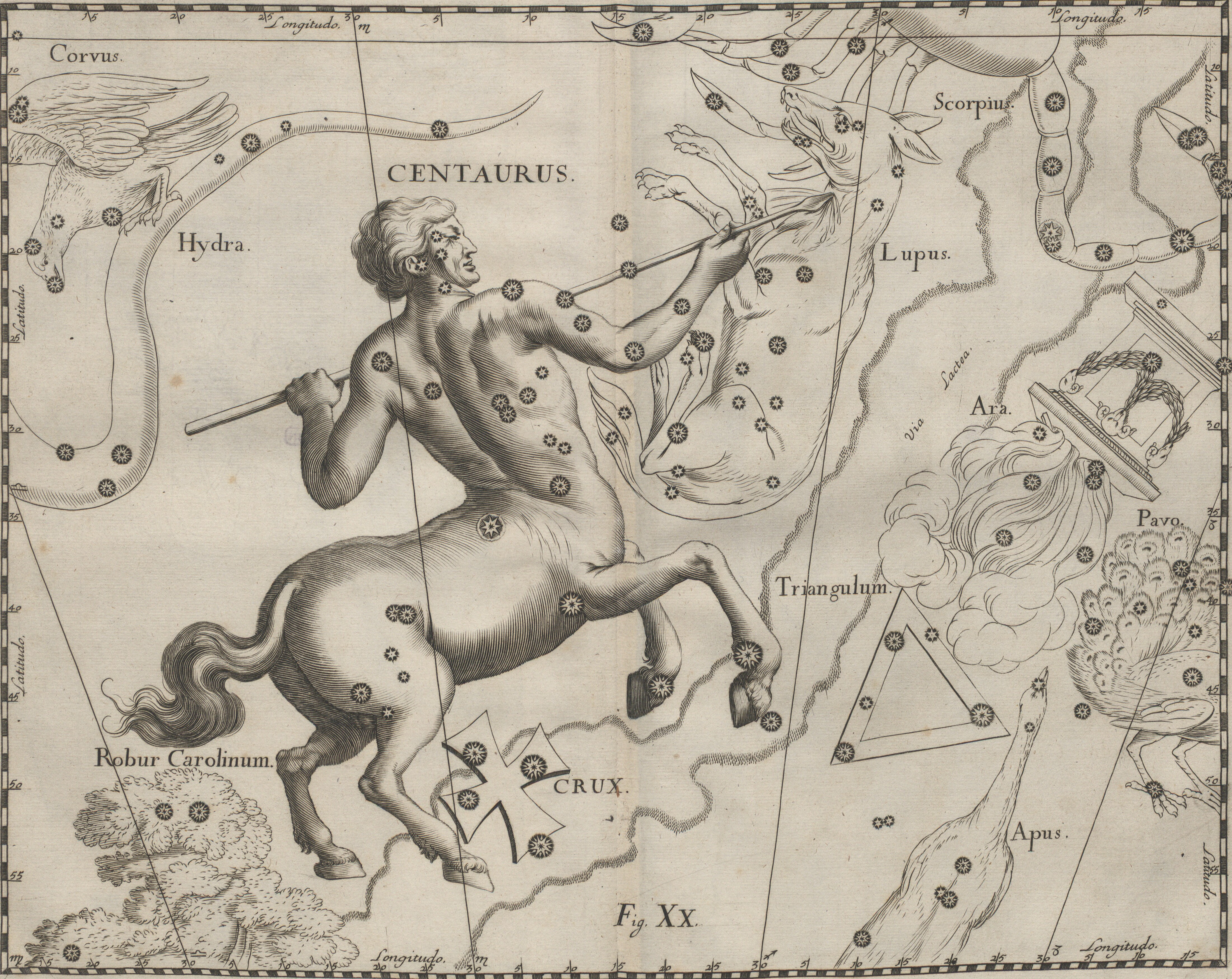
ヨハネス・ヘヴェリウスの死後に出版された天文書『Prodromus Astronomiae』（1690年）に掲載された星図に描かれたみなみじゅうじ座。

この星座に付けられたギリシア文字の符号は、バイエルが付けたいわゆる「バイエル符号」ではなく、18世紀フランスの天文学者ニコラ＝ルイ・ド・ラカイユによって付けられたものである。ラカイユは、自身が考案した14星座のほか、バイエルが符号をつけていなかった南天の星座にギリシア文字の符号を付しており、みなみじゅうじ座の星々にもαからλまでの符号を付した。ラカイユが付した符号は、19世紀イギリスの天文学者フランシス・ベイリーが編纂した『The Catalogue of Stars of the British Association for the Advancement of Science』（1845年）に全面的に引き継がれた。さらに、アメリカの天文学者ベンジャミン・グールドが1879年に出版した『Uranometria Argentina』で星座の境界線が引き直された際に新たにμ星が加えられた。
1922年5月にローマで開催されたIAUの設立総会で現行の88星座が定められた際にそのうちの1つとして選定され、星座名は Crux、略称は Cru と正式に定められた。新しい星座のため星座にまつわる神話や伝承はない。

かつては「フランスの天文学者オギュスタン・ロワーエによって1679年に設定された」とする説が流布されていた。実際は、先述のように十字架の形をした星座のオリジナリティはプランシウスにあり、近世星座史の研究が進んだ2010年代以降はプランシウスの考案とされている。

### 中国
現在のみなみじゅうじ座の領域は、中国の歴代王朝の版図からはほとんど見ることができなかったため、三垣や二十八宿には含まれなかった。この領域の星々が初めて記されたのは明代末期の1631年から1635年にかけてイエズス会士アダム・シャールや徐光啓らにより編纂された天文書『崇禎暦書』であった。この頃、明の首都北京の天文台にはバイエルの『ウラノメトリア』が2冊あり、南天の新たな星官は『ウラノメトリア』に描かれた新星座をほとんどそのまま取り入れたものとなっている。これらの星座はそのまま清代の1752年に編纂された天文書『欽定儀象考成』に取り入れられており、みなみじゅうじ座の星は「十字架」という星官に配されていた。

### 東南アジア
17世紀前半に南方と往来した天竺徳兵衛らの航海者は、この星々を「クルス」「クルセイロ」と呼んでいた。また第二次世界大戦当時、フィリピンのマニラの住民は「クルス」や「クロス」と呼んでおり、インドネシアのジャワ島の住民は十字でなく菱形に結んで小屋や蚊帳に見立てていた。

## 呼称と方言
日本では明治末期には「十字」という訳語が充てられていた。これは、1910年（明治43年）2月に刊行された日本天文学会の会誌『天文月報』の第2巻11号に掲載された、星座の訳名が改訂されたことを伝える「星座名」という記事で確認できる。この訳名は、1925年（大正14年）に初版が刊行された『理科年表』にも「十字（じふじ）」として引き継がれ、1943年（昭和18年）刊行の第19冊まで「十字」が使われた。しかし、1944年（昭和19年）に学術研究会議が天文学用語の見直しを行い、『天文術語集』が刊行された際に、日本語名が「南十字（みなみじふじ）」と改められた。これは、第一次世界大戦後に日本が南洋諸島を委任統治したことにより、Southern Crossを和訳した「南十字」や「南十字星」の名称が世間に広まったことによるものとされる。戦後も継続して「南十字」が用いられ、1952年（昭和27年）7月に日本天文学会が「星座名はひらがなまたはカタカナで表記する」とした際に、Crux の日本語名は「みなみじゆうじ」と改められた。さらに1974年（昭和49年）1月に刊行された『学術用語集（天文学編）』で仮名遣いが改められ「みなみじゅうじ」が星座名とされた。この改定以降は「みなみじゅうじ」が星座名として継続して用いられている。
天文同好会の山本一清らは異なる訳語を充てていた。天文同好会の編集により1928年（昭和3年）4月に刊行された『天文年鑑』第1号では星座名 Crux に対して「じうじか（十字架）」の訳語を充て、以降の号でもこの星座名と訳名を継続して用いていた。これについて山本は、東亜天文学会の会誌『天界』1934年8月号の「天文用語に關する私見と主張 (3)」という記事の中でついでに，Crux といふ星座を，單に「十字」と譯する人もあるが，之れは此のCruxといふ原語を思ひ付いた人と其の環境を全く無視した態度と言はなければならない．歐米人は直接間接に永く養はれて來たキリスト教の深い感化の中にゐる人々である．從つて彼等が南天の一角に見事な星々の盡くあの神祕的な形を見て，あれがキリスト教の象徴の「十字架」だと，特種な感激を以つて仰ぐといふのは，誠に當然なことである．從つて，Cruxを單に幾何學的な「十字形」といふだけでなく，もつと宗教的な連想を誘ふ「十字架」と譯した方が適當なのである．と述べている。山本は、私設天文台の「田上天文台」名義で刊行した『天文年表』の中でも「十字架」や「じうじか」の訳名を用い続けた。
現代の中国でも日本と同じく、南十字座と呼ばれている。

### 方言
「八重山地方の言葉で「南十字星」を意味する「南群星（はいむるぶし）」という呼称がある」とする話が流布されている。しかしながら、野尻抱影による日本の星名に関する20世紀中頃の研究や、北尾浩一によるフィールドワークを主とした20世紀後半から21世紀にかけての研究では、琉球地方におけるケンタウルス座α星とβ星に関する呼称は採集されているが、南十字を「はいむるぶし」と呼ぶものは採集できておらず、出所不明の呼称となっている。

## 主な天体

### 恒星
2つの1等星α星とβ星以外に、2等星が1つ、3等星が1つある。γ星とα星を結んだ線分と、β星とδ星を結んだ線分が交差した十字形が十字架に喩えられる。南十字以外にも「宝石箱」の通称で知られる散開星団や「コールサック」と呼ばれる暗黒星雲など、小さいながら見どころの多い星座である。
2022年4月現在、国際天文学連合 (IAU) によって6個の恒星に固有名が認証されている。
- α星：見かけの明るさ1.28等のA星[58]と1.58等のB星[59]の連星で、全天21の1等星の1つとされる。A星はそれ自体が連星となっており、主星のAa星には「アクルックス[60](Acrux[57])」という固有名が付けられている。
- β星：見かけの明るさ1.25等の1等星[61]。現在は全天21個の1等星の1つとされるが、かつては1.5等とされていたため、1等星として扱われていなかった[62]。脈動変光星の一種の「ケフェウス座β型変光星」に分類され、約0.2365日の周期で1.23等から1.31等の範囲で変光する[63]。「ミモザ[60](Mimosa[57])」という固有名を持つ。
- γ星：見かけの明るさ1.64等の赤色巨星で2等星[64]。十字を形作る星では唯一赤い色をしている。「ガクルックス[60](Gacrux[57])」という固有名を持つ。
- δ星：見かけの明るさ2.752等の3等星[65]。十字を形作る4つの星の中で最も暗い。ケフェウス座β型変光星に分類され、約0.1510日の周期で2.78等から2.84等の範囲で変光する[66]。「イマイ[60](Imai[57])」という固有名を持つ。
- ε星：見かけの明るさ3.59等の4等星[67]。「ギナン[60](Ginan[57])」という固有名を持つ。十字形を形作る星ではないが、オーストラリアやパプアニューギニア、サモア、ブラジルの国旗に他の4星とともに描かれている。
- HD 108147：見かけの明るさ6.994等の7等星[68]。国際天文学連合の100周年記念行事「IAU100 NameExoWorlds」でパラグアイ共和国に命名権が与えられ、主星はTupã、太陽系外惑星はTumearanduと命名された[69]。

### 星団・星雲・銀河
- NGC 4609：太陽系から約4,600 光年の距離にある散開星団で、「Coalsack Cluster」とも呼ばれる[70]。パトリック・ムーア（英語版）がアマチュア天文家の観測対象に相応しい星団・星雲・銀河を選んだコールドウェルカタログで、98番に選ばれている[71]。
- NGC 4755：太陽系から約6,500 光年の距離にある散開星団で、「宝石箱 (英: Jewel Box)」の通称でよく知られる[72]。コールドウェルカタログの94番に選ばれている[71]。
- コールサック：太陽系から約620 光年の距離にある暗黒星雲[73][74]。α星の東側に位置しており、背景となる天の川が明るく見えるところでは、天の川を隠してシルエットが黒く見える。オーストラリア大陸の先住民アボリジニは、これをエミューの頭と見なしていた[75]。コールドウェルカタログの99番に選ばれている[71]。宮沢賢治の童話『銀河鉄道の夜』に「石炭袋」として登場する。

- 散開星団NGC4609。
- ヨーロッパ南天天文台の超大型望遠鏡VLTで撮像された散開星団NGC4755（宝石箱）。

## 南十字に由来する事物
南十字は、古くはブラジル帝国皇帝ペドロ1世のように署名に添える人物もいたほか、各地の旗や紋章に使われるなど、南半球の国や地域でアイデンティティの象徴とされた。ニュージーランドの国旗ではα・β・γ・δの4つの星が、オーストラリア、サモア、パプアニューギニアおよびブラジルの国旗にはε星を含む5つの星がデザインされている。
南十字がデザインされた国旗・その他の旗・署名
- ニュージーランドの国旗
- オーストラリアの国旗
- サモアの国旗
- パプアニューギニアの国旗
- ブラジルの国旗
- みなみじゅうじ座を使用した旗
- ブラジル帝国皇帝ペドロ1世の署名